# جيمس لي (لاعب كرة قدم أمريكية أمريكي)
جيمس لي (بالإنجليزية: James Lee)‏ هو لاعب كرة قدم أمريكية أمريكي، ولد في 17 أغسطس 1985 في بل غليد في الولايات المتحدة.

## وصلات خارجية
- جيمس لي على موقع مرجع كرة القدم المحترفة.كوم (الإنجليزية)